# Érsekhalma
Érsekhalma – wieś w południowej części Węgier, w pobliżu miasta Baja.
Miejscowość leży na obszarze Wielkiej Niziny Węgierskiej, w komitacie Bács-Kiskun, w powiecie Baja. Gmina liczy 657 mieszkańców (2009) i zajmuje obszar 27,56 km².